# Tour della nazionale maschile di rugby a 15 dell'Australia 2000
La nazionale di rugby a 15 dell'Australia tra il 2000 e il 2003 si è recata sovente in tour, specialmente nel mese di novembre, in Europa e Giappone.
Nel 2000, Prima di arrivare in Europa, gli australiani affrontano a Tokyo una selezione internazionale.
Mentre Francia e Scozia si piegano, l'Inghilterra supera l'Australia. Si delinea il dualismo che culminerà nella finale della Coppa del Mondo di rugby 2003

## Risultati
| Tokyo 28 ottobre 2000 | Japanese President XV | 13 – 64 | Australia XV |  |

| Arbitro: | Paul Honiss |

| |            | |
| Galthie | mt         | |
| Lamaison | tr         | |
| Lamaison 2 | c.p.       | Burke 6 |
| 15.Xavier Garbajosa, 14.Thomas Lombard, 13.Franck Comba, 12.Richard Dourthe, 11.David Bory, 10.Christophe Lamaison, 9.Fabien Galthié, 8.Christophe Juillet, 7.Olivier Magne, 6.Christophe Moni, 5.Fabien Pelous (cap.), 4.Olivier Brouzet, 3.Christian Califano, 2.Fabrice Landreau, 1.Sylvain Marconnet - Sostituti: Franck Tournaire, Olivier Azam, David Auradou, Serge Betsen Tchoua - Non entrati : Philippe Carbonneau, Yann Delaigue, Pieter de Villiers | Formazioni | · 15.Chris Latham, 14.Matt Burke, 13.Daniel Herbert, 12.Stirling Mortlock, 11.Joe Roff, 10.Rod Kafer, 9.Sam Cordingley, 8.Toutai Kefu, 7.George Smith , 6.Matt Cockbain, 5.John Eales (cap.), 4.David Giffin, 3.Fletcher Dyson, 2.Michael Foley, 1.Bill Young - Sostituti: Jeremy Paul, Glenn Panoho, Mark Connors, Jim Williams - Non entrati : Chris Whitaker, Elton Flatley, Nathan Grey |

| Arbitro: | Chris White |

| |            | |
| | mt         | Burke, Latham, Roff |
| | tr         | Burke 3 |
| Townsend 3 | c.p.       | Burke 3 |
| · 15.Chris Paterson, 14.Cammie Murray, 13.Alan Bulloch, 12.John Leslie, 11.Jon Steel, 10.Gregor Townsend, 9.Bryan Redpath, 8.Simon Taylor, 7.Budge Pountney (cap.), 6.Jon Petrie, 5.Stuart Grimes, 4.Scott Murray, 3.George Graham, 2.Steve Brotherstone, 1.Tom Smith - Sostituti: Gordon Bulloch, Gordon McIlwham , Richard Metcalfe, Jason White - Non entrati : Graeme Beveridge, Duncan Hodge, Craig Joiner | Formazioni | 15.Chris Latham, 14.Matt Burke, 13.Daniel Herbert, 12.Stirling Mortlock, 11.Joe Roff, 10.Rod Kafer, 9.Sam Cordingley, 8.Toutai Kefu, 7.George Smith, 6.Matt Cockbain, 5.David Giffin, 4.John Eales (cap.), 3.Fletcher Dyson, 2.Michael Foley, 1.Bill Young - Sostituti: Jeremy Paul, Mark Connors, Glenn Panoho, Jim Williams, Elton Flatley, Chris Whitaker, Nathan Grey |

| Arbitro: | Andre Watson |

| |            | |
| Luger | mt         | Burke |
| Wilkinson | tr         | Burke |
| Wilkinson 4 | c.p.       | Burke 4 |
| Wilkinson | drop       | |
| 15.Matt Perry, 14.Austin Healey, 13.Mike Tindall, 12.Mike Catt, 11.Dan Luger, 10.Jonny Wilkinson, 9.Kyran Bracken, 8.Lawrence Dallaglio, 7.Neil Back, 6.Richard Hill, 5.Danny Grewcock, 4.Martin Johnson (cap.), 3.Phil Vickery, 2.Phil Greening, 1.Jason Leonard - Sostituti: David Flatman, Iain Balshaw, Mark Regan, Matt Dawson - Non entrati : Steve Borthwick, Martin Corry, Will Greenwood | Formazioni | · 15.Chris Latham , 14.Matt Burke, 13.Daniel Herbert, 12.Stirling Mortlock, 11.Joe Roff, 10.Rod Kafer, 9.Sam Cordingley, 8.Toutai Kefu, 7.George Smith, 6.Jim Williams, 5.John Eales (cap.), 4.David Giffin , 3.Fletcher Dyson, 2.Michael Foley, 1.Bill Young - Sostituti: Glenn Panoho, Nathan Grey, Jeremy Paul, Mark Connors, Phil Waugh, Matt Cockbain - Non entrati : Chris Whitaker |
| Clive Woodward | Allenatori | Eddie Jones |